# اندیس آنومالی میندر
آنومالی میندر یک اندیس فلزی است که در حوالی شهر فرومد استان سمنان قرار دارد و مادهٔ معدنی موجود در آن، طلا است.سنگ میزبان این اندیس کنگلومرا، برش، دیاباز، پریدوتیت، سرپانتینیت است  در این اندیس، پاراژنز‌های کرومیت، سروزیت، گوتیت، منیزیت، منیتیت، گارنت، پیریت یافت می‌شوند.